# Bob Leslie
Robert David „Bob“ Leslie (* 25. Januar 1950 in Carberry, Manitoba) ist ein kanadisch-britischer Eishockeytrainer und -funktionär. Er arbeitete unter anderem für Erstligavereine in Deutschland, Österreich und der Schweiz.

## Laufbahn
Leslie absolvierte ein Lehramtsstudium an der Brandon University und an der University of Winnipeg. In seiner Heimat Kanada arbeitete er zeitweilig als Sozialarbeiter.
Leslie arbeitete in der Saison 1989/90 sowie zwischen 1994 und 1999 als Co-Trainer des schweizerischen Erstligaklubs EV Zug. Als Assistent von Sean Simpson gewann er 1998 mit dem EVZ den Meistertitel in der NLA. Zwischen 1991 und 1994 trainierte er die Carman Cougars in seiner Heimatprovinz Manitoba.
Zwischen Januar und April 1999 war Leslie Interimstrainer des deutschen Erstligisten Kölner Haie und führte die Mannschaft mit einer Bilanz von 13 Siegen aus 21 Spielen ins Playoff-Viertelfinale der Deutschen Eishockey Liga (DEL). In der Saison 1999/00 war Leslie dann Assistenztrainer sowie Nachwuchskoordinator bei den Haien und wurde zur Folgesaison 2000/01 Cheftrainer der Mannschaft. Im Januar 2001 wurde Leslie nach der achten Heimniederlage der Saison beurlaubt.
Es folgte ein Engagement als Cheftrainer des englischen Klubs London Knights, ehe er im Januar 2003 das Traineramt beim österreichischen Erstligisten VEU Feldkirch übernahm. Zur Saison 2003/04 wurde Leslie zum Cheftrainer des schweizerischen NLA-Vereins EHC Basel berufen. Im November 2003 wurde er in Basel entlassen: Zu diesem Zeitpunkt stand die Mannschaft nach zehn sieglosen Spielen in Serie auf dem letzten Tabellenrang der NLA.
Im Oktober 2004 wurde er neuer Cheftrainer der Krefeld Pinguine in der Deutschen Eishockey Liga, im März 2005 wechselte er zum DEL-Konkurrenten EHC Wolfsburg und sollte den Verein zum Klassenerhalt führen, was auch gelang. Im Januar 2006 wurde er in Wolfsburg entlassen.
Leslie wechselte zur Saison 2006/07 zu einem weiteren DEL-Verein, den Hamburg Freezers, und wirkte zunächst als Co-Trainer. Im Januar 2008 übernahm er stattdessen die Ämter des Sportmanagers und sportlichen Leiters bei den Freezers. Am 30. April 2009 endete sein Vertrag und wurde nicht verlängert. Im März 2010 stieß Leslie als Assistent zum Trainerstab des DEL-Vereins Düsseldorfer EG.
Im Februar 2010 gaben die ZSC Lions aus der schweizerischen National League A die Verpflichtung Leslies als Co-Trainer zur folgenden Saison bekannt. Im Rahmen der Entlassung von Cheftrainer Colin Muller im Oktober 2010 musste auch Leslie die Lions verlassen.
Seither kümmerte sich Leslie um seine Tätigkeit als Präsident und Geschäftsführer der Firma „Leslie Global Leadership“, an der auch seine Söhne Boe und Nate beteiligt sind, und die als Veranstalter von Eishockeycamps auftritt sowie weitere mit der Sportart zusammenhängende Projekte betreut. Leslie ist zudem Berater des ungarischen Vereins Kanadai Magyar Hokiklub SE und arbeitet unter anderem am Ausbau der Eishockeystrukturen in Ungarn.

## Nationalmannschaft
Insgesamt neun Mal gehörte Leslie bei unterschiedlichen Turnieren zum Trainerstab der kanadischen Nationalmannschaft und trug drei Mal zum Gewinn des Spengler-Cups sowie zwei Mal zum Gewinn des Deutschland-Cups bei.

## Persönliches
Leslies Vater wurde in Schottland geboren und wanderte nach Kanada aus.